# Barra do Piraí (microregio)
Barra do Piraí is een van de 18 microregio's van de Braziliaanse deelstaat Rio de Janeiro. Zij ligt in de mesoregio Sul Fluminense en grenst aan de microregio's Três Rios, Vassouras, Vale do Paraíba Fluminense en Juiz de Fora (MG). De microregio heeft een oppervlakte van ca. 2.361 km². In 2006 werd het inwoneraantal geschat op 174.248.
Drie gemeenten behoren tot deze microregio:
- Barra do Piraí
- Rio das Flores
- Valença

Mesoregio's: Baixadas Litorâneas · Centro Fluminense · Metropolitana do Rio de Janeiro · Noroeste Fluminense · Norte Fluminense · Sul Fluminense

Microregio's: Bacia de São João · Baía da Ilha Grande · Barra do Piraí · Campos dos Goytacazes · Cantagalo-Cordeiro · Itaguaí · Itaperuna · Lagos · Macacu-Caceribu · Macaé · Nova Friburgo · Rio de Janeiro · Santa Maria Madalena · Santo Antônio de Pádua · Serrana · Três Rios · Vale do Paraíba Fluminense · Vassouras